# 26331 Kondamuri
26331 Kondamuri è un asteroide della fascia principale. Scoperto nel 1998, presenta un'orbita caratterizzata da un semiasse maggiore pari a 2,3327218 UA e da un'eccentricità di 0,1258124, inclinata di 5,89604° rispetto all'eclittica.